# OpenEHR

openEHR — открытый стандарт управления, хранения и обмена электронными историями болезни (ЭИБ).
В openEHR, все данные о здоровье человека:
- хранятся в течение всей его жизни;
- формат данных не должен зависеть от организации разместившей эту информацию;
- размещенная информация ориентирована на человека.

Основной целью openEHR НЕ является обмен данными между EHR-системами; это основная цель таких стандартов сообщений, как ISO13606 и HL7.
Некоммерческая организация — openEHR Foundation, поддерживает открытое исследование, разработку и реализацию стандарта openEHR.
Функциональные требования openEHR основаны на сочетании 15-летних европейских и австралийских научных исследованиях в области ЭИБ и новых парадигм, включающих в себя идеи архетипов, ставшими известными благодаря документу archetype methodology.
Спецификация openEHR включает: информационную модель и специализированные службы: для электронной истории болезни, для хранения данных о демографии (пациентах и лечащего персонала), организации лечебного процесса, архетипов. Данные хранятся с поддержкой версий, они являются медицински и юридически обоснованными и могут быть правильно переданы и поняты в другой медицинской информационной системе, основанной на этом стандарте.

## Двухуровневое моделирование с архетипами
Ключевой инновацией в интегрированной среде openEHR является то, что все детали медицинской информации остаются вне эталонной модели общей информационной модели системы, но, что наиболее важно, предоставляются эффективные средства выражения того, что врачи и пациенты считают необходимым зарегистрировать, так что информация может быть понята и обработана, как только в ней появится потребность. Медицинские информационные модели детализированы формально, гарантируя, что спецификации, известные как «архетипы», поддаются вычислению. Набор архетипов openEHR должен быть проверен на качество, чтобы удовлетворять нескольким аксиомам, таким как взаимоисключение. Архетипы могут управляться независимо от программной реализации и инфраструктуры, руками врачей-консультантов, чтобы гарантировать, что они соответствуют реальным потребностям врачей. Архетипы разработаны таким образом, чтобы позволить параметрам медицинских знаний изменяться и развиваться со временем. Задачи внедрения проектного решения подачи информации, выраженные в openEHR , сконцентрированы до такой степени, чтобы ограничения текущей системы оставались согласованными с проектным решением представления информации.
В области Электронных историй болезни существует некоторое количество информационных моделей, которыми сложно управлять в тех областях деятельности, где они накладываются. Речь идет, например, о моделях HL7 V3 и SNOMED CT. Модель openEHR является более развитой моделью, которая будет решать задачи гармонизации, если не будет использоваться изолированно.
Конечно, все медицинские записи будут разными, но ключевая информация в интегрированной среде openEHR всегда будет соответствовать архетипам. Как это работает? Архетипы должны выражать медицинскую информацию таким образом, чтобы она могла использоваться так много раз, насколько это возможно. Для того, чтобы представить информацию наиболее подходяще для лечебной работы, всегда следует использовать некоторое количество архетипов. Эти наборы называются «шаблонами», множествами архетипов, которые могут быть уточнены для использования в конкретной ситуации. Шаблоны могут использоваться, чтобы детализировать формы, документы и даже сообщения.
Подход openEHR использует «язык определения архетипов», стандартизированный Европейской комиссией по стандартизации и Международной организацией по стандартизации, (выраженный в синтаксисе ADL или его XML эквиваленте) для создания архетипов; многократно используемых формальных моделей, построенных на концепции доменов. Архетипы используются в openEHR , чтобы смоделировать такие медицинские данные, как «кровяное давление» или «медицинский рецепт».

## Международное сотрудничество
В соответствии с подходом openEHR использование общедоступных и регулируемых архетипов позволит гарантировать, что истории болезни openEHR станут согласованно используемыми и просматриваемыми, несмотря на их технический, организационный и культурный контекст. Этот подход также означает, что настоящие информационные модели, используемые любой ЭИБ, являются гибкими, исходя из того, что могут быть определены новые архетипы для удовлетворения будущих потребностей ведения медицинских записей. Недавние работы в Австралии показали, как архетипы и шаблоны могут быть использованы для облегчения использования прежних медицинских карт и данных сообщений в системе медицинских записей openEHR и вывода стандартизованных сообщений и составных документов.
Перспектива достижения соглашения по проектным решениям и формам регулирования на международном уровне остается спорной из-за различных влияний, начиная с различий в судебно-медицинском окружении и до культурных отличий, технических отличий таких как, степень, до которой соответствующая медицинская терминология может быть всеобъемлющей.
Интегрированная среда openEHR согласуется с новым Стандартом ведения электронных историй болезни (EN 13606). Она частично использовалась в программе Соединенного Королевства в области здравоохранения «UK NHS Connecting for Health Programme» и была выбрана в качестве основы для национальной программы в Швеции. Она также развивается в ряде стран, таких как Дания, Словакия, Чили и Бразилия. Кроме того, её начинают использовать в коммерческих системах по всему миру.

## Внешние ссылки
- openEHR Foundation website Архивная копия от 18 августа 2020 на Wayback Machine
- openEHR specifications Архивная копия от 19 декабря 2008 на Wayback Machine
- openEHR по-русски Архивная копия от 14 марта 2022 на Wayback Machine